# 斯韦季洛夫卡村委员会
斯韦季洛夫卡村委员会（俄语：Светиловский сельсовет）是俄罗斯联邦阿穆尔州别洛戈尔斯克区所属的一个村委员会。其下辖有1个居民点，行政中心为斯韦季洛夫卡。据2016年统计，该村委员会的人口为430人。